# Leptoneta spinipalpus
Leptoneta spinipalpus är en spindelart som beskrevs av Kim, Lee och Joon Namkung 2004. Leptoneta spinipalpus ingår i släktet Leptoneta och familjen Leptonetidae. Inga underarter finns listade i Catalogue of Life.